# ساعت مچی (فیلم ۲۰۰۸)
«ساعت مچی» (انگلیسی: The Watch (2008 film)) یک فیلم است که در سال ۲۰۰۸ منتشر شد. از بازیگران آن می‌توان به کلیا دووال اشاره کرد.